# Haier

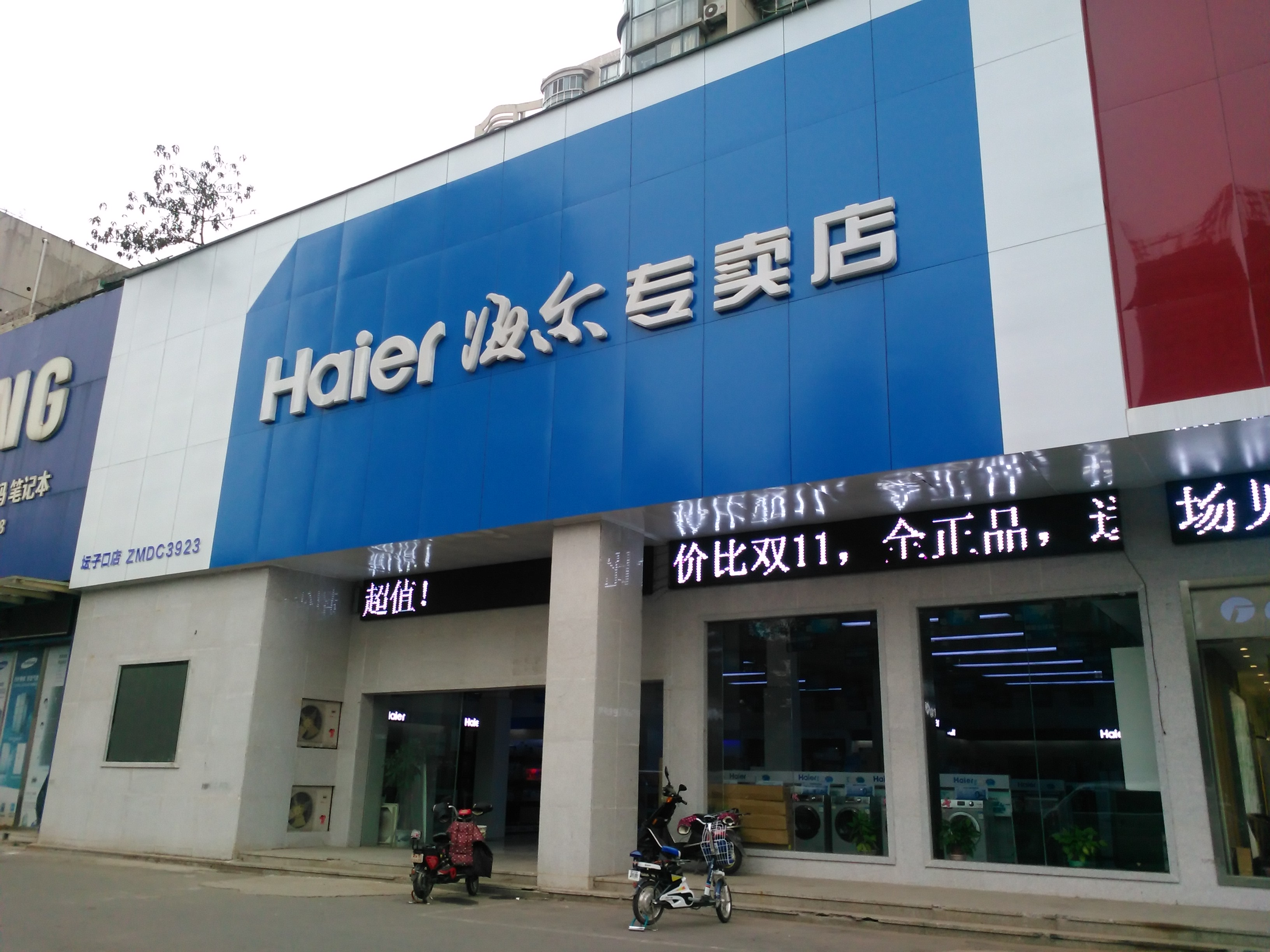
Sklep Haier

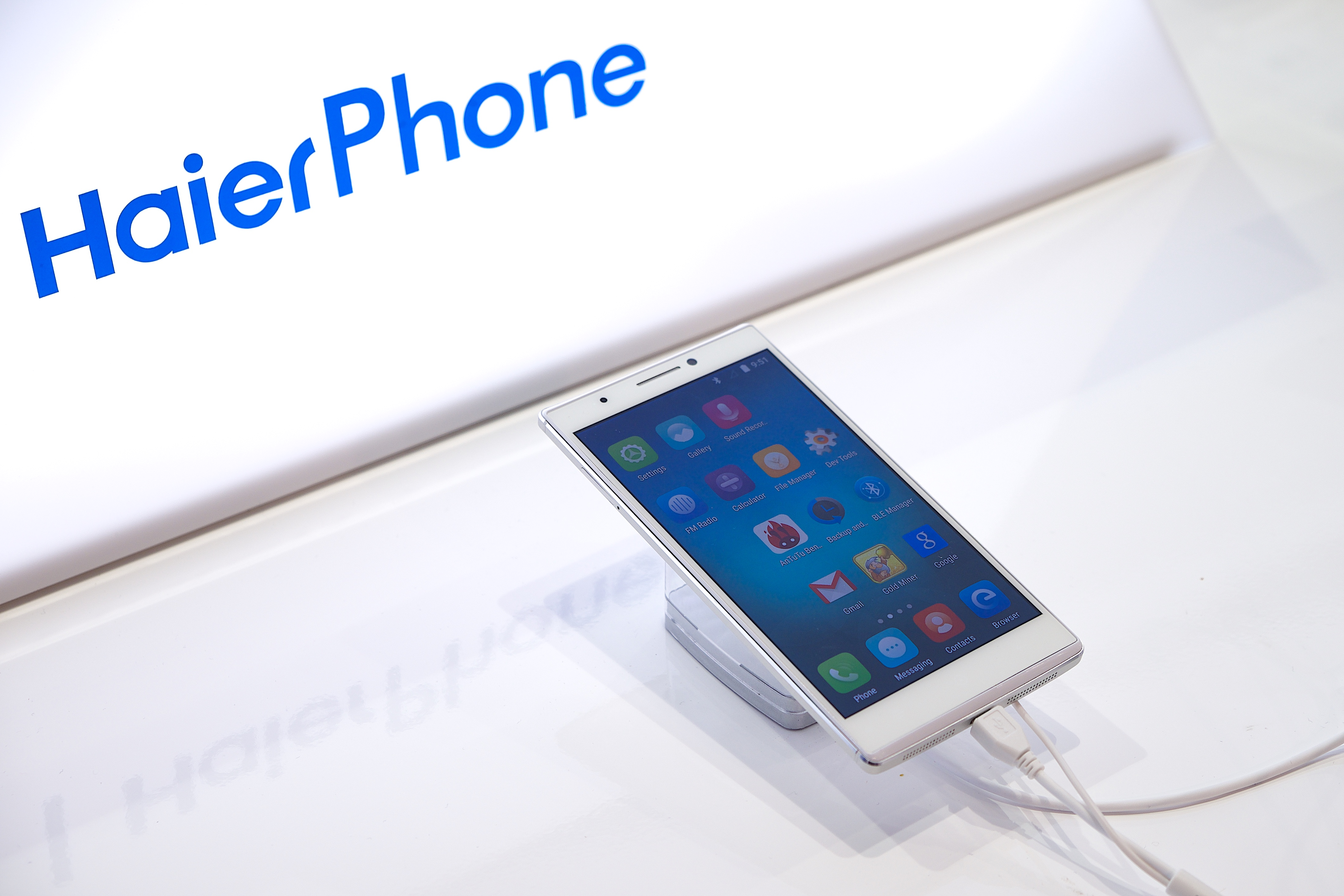
Telefon wyprodukowany przez Haier

Haier Group (chiń. upr. 海尔; chiń. trad. 海爾; pinyin Hǎi’ěr) – międzynarodowe przedsiębiorstwo produkujące elektronikę użytkową i AGD, z siedzibą w Qingdao, w prowincji Szantung w Chinach. Haier projektuje, rozwija, produkuje i sprzedaje swoje produkty, w tym klimatyzatory, telefony komórkowe, komputery, kuchenki mikrofalowe, pralki, lodówki i telewizory.
W 2013 roku marka Haier miała najwyższy na świecie udział w rynku AGD na poziomie 11,6%.

## Historia
Początki Haier datowane są na długo wcześniej przed faktycznym założeniem firmy. W 1920 roku wybudowano w Qingdao fabrykę dostarczającą lodówki na rynek chiński. Po powstaniu Chińskiej Republiki Ludowej w 1949 roku, zakład ten został przejęty i przekształcony w przedsiębiorstwo państwowe.

### Założenie nowej spółki
Firma Haier została założona jako Qingdao Refrigerator Co. w 1984 roku. Wraz z otwarciem Chin na rynki światowe, zagraniczne korporacje zaczęły szukać możliwości podjęcia współpracy w Chinach. Jedna z nich, niemiecka firma produkująca lodówki Liebherr, zawarła umowę joint venture z Qingdao Refrigerator Co., oferując technologię i wyposażenie dla ich chińskiego odpowiednika. Lodówki miały być produkowane pod nazwą Qindao – Leebherr (chiń. upr. 琴岛-利勃海尔; chiń. trad. 琴岛-利勃海尔; pinyin Qindao - Libohai’er). Wykorzystaniu urządzeń i technologii firmy Liebherr towarzyszył nowy proces zarządzania jakością. Do 1986 roku Qingdao Refrigerator stał się rentowny, a wzrost sprzedaży wynosił średnio 83% rocznie. Ze sprzedaży na poziomie 3,4 mln CNY w 1984 r. sprzedaż wzrosła do 40,5 mld CNY w 2000 r., czyli o ponad 11 500%.
Lokalny samorząd poprosił Haier o przejęcie niektórych z nieradzących sobie producentów sprzętu gospodarstwa domowego. W 1988 roku firma przejęła kontrolę nad Qingdao Electroplating Company (produkującej mikrofalówki), a w 1991 r. Qingdao Air Conditioner Plant i Qingdao Freezer. Znanym wydarzeniem jest przejęcie w 1995 roku Qingdao Red Star Electronics Co. Ltd. przez Haier.

### Zhang Ruimin
Do roku 1980 firma miała długi na 1,4 mln CNY i miała problemy z ubogą infrastrukturą, złym zarządzaniem oraz brakiem kontroli nad jakością wynikającymi z planowanego systemu gospodarczego i związanej z tym polityki. Produkcja zwolniła, rzadko przekraczając poziom 80 lodówek na miesiąc, a fabryka była bliska bankructwa. Rząd Qingdao zatrudnił młodego asystenta zarządcy miasta, Zhanga Ruimina, który był odpowiedzialny za szereg firm będących własnością miasta. Zhang został mianowany dyrektorem naczelnym fabryki w 1984 roku.

### Marka Haier
Po zróżnicowaniu linii produktów firma przyjęła nową nazwę w 1991 roku. Pożyczona od niemieckiej nazwy partnera marka „Haier” pochodzi od dwóch ostatnich sylab chińskiej transliteracji Liebherr. Qingdao Haier Group została uproszczona w 1992 roku do Haier Group, obecnej nazwy spółki.
W 1995 roku Haier wykupił swojego głównego rywala w Qingdao, czyli Red Star Electric Appliance Factory. W 1997 roku firma wraz z nabyciem Huangshan Electronics Group zajęła się produkcją telewizorów. Pod koniec lat 90. Haier sprzedawał wiele produktów, wliczając w to również telefony komórkowe i komputery, oraz miał najwyższy udział w rynku krajowym w swojej podstawowej działalności, czyli produkcji sprzętu AGD.

## Działalność

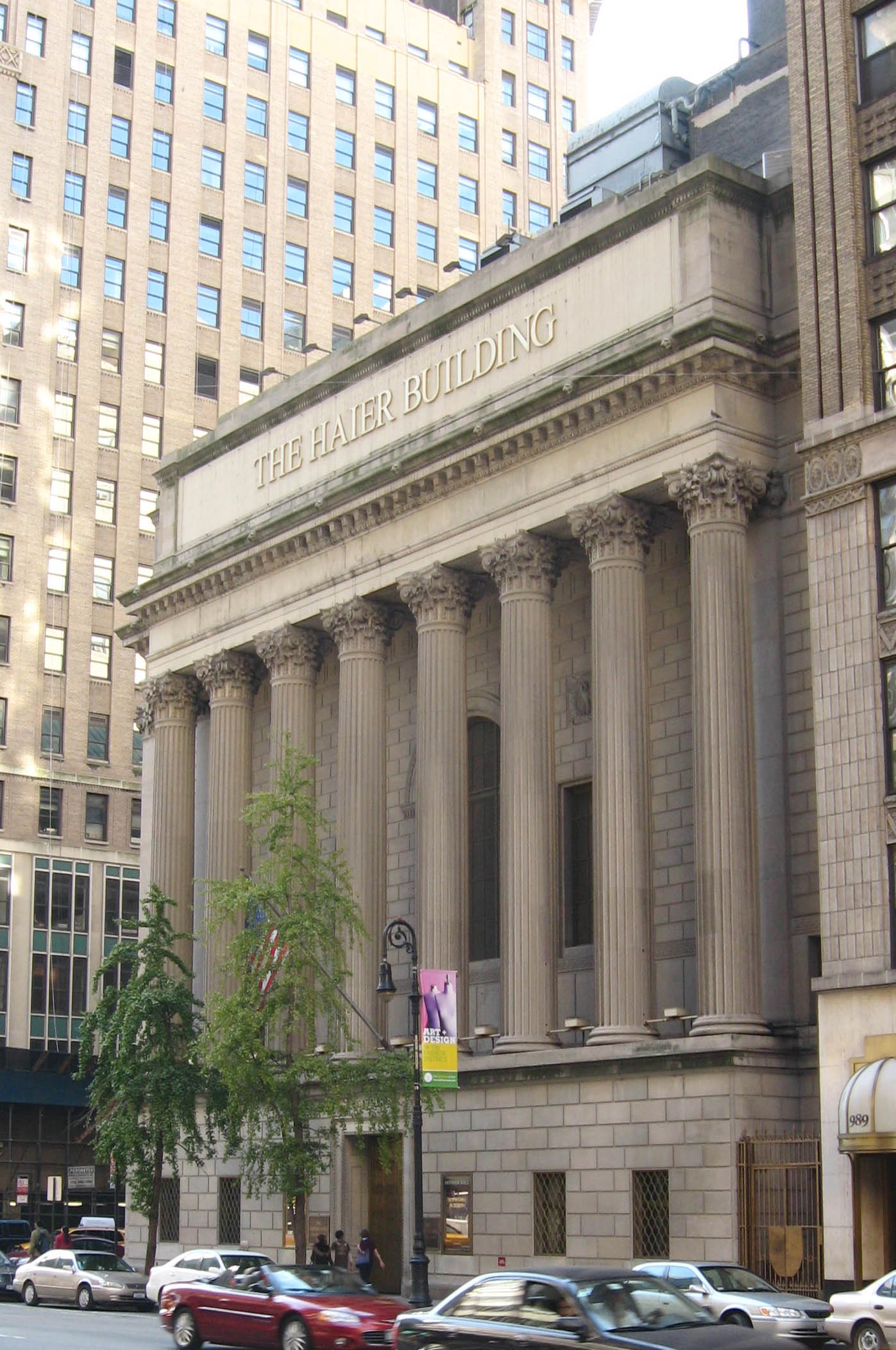
Greenwich Savings Bank Building – zakupiony przez przedsiębiorstwo Haier w 2001 r.

Na rynku AGD w Europie, gdzie grupa posiada tylko 3% rynku, Haier konkuruje z markami amerykańskimi (Whirlpool), europejskimi (Electrolux, Fagor, Bosch-Siemens), koreańskimi (LG, Samsung) oraz tureckimi (Beko).
Trudnością rynku europejskiego jest to, że jest on bardzo rozdrobniony, a każdy kraj ma inne oczekiwania w dziedzinie sprzętu domowego. Haier otworzył w lipcu 2011 roku centrum B+R w Norymberdze w Niemczech, rozszerzając swoją działalność o ogrzewanie i klimatyzację.
W Stanach Zjednoczonych marka Haier jest znana, ale ogranicza się do produkcji lodówek i winiarek. W Japonii Haier wykupił w lecie 2011 roku działalność Sanyo i na początku roku 2012 otworzył kolejne centrum badań i rozwoju.